# Alesh
Alesh, de son vrai nom Alain Chirwisa (né le 8 avril 1985 à Kisangani dans la Région des Grands Lacs) est un artiste musicien, rappeur engagé et auteur-compositeur congolais.

## Biographie

### Enfance et débuts
Né d’une famille passionnée d'arts, Alesh tombe très amoureux de la musique dès son jeune âge. Il choisit de faire de sa musique un outil de sensibilisation à la prise de conscience collective, à l'unité des peuples, et à la paix à travers des textes acérés qui égayent, racontent, rappellent, interpellent et revendiquent quand il le faut. Cela a d’ailleurs failli lui coûter la vie. 
Son éducation et sa formation intellectuelle lui permettent d'user de sa musique comme moyen efficace pour sensibiliser les jeunes de son pays la RDC à une citoyenneté avertie, vigilante et responsable, c’est ainsi qu’il pousse la jeunesse à l’éveil, parce qu’il estime que la jeunesse a le pouvoir de changer les choses,.

### Confirmation et ascension
C’est alors en 2006 que Alesh s'impose vraiment sur le sol de sa ville natale avec son single « Éveil », un morceau très engagé qui bat son plein dans toute la ville en pleine période électorale. Et en 2010, soit quatre années après, l’artiste lance son premier album contentant 10 titres en mélange de styles. Quelque temps après, une association à but non lucratif formée avec quelques amis à Kisangani entre 2008 et 2009, dénommée « mental engagé » devient son label discographique pour pouvoir produire et promouvoir les initiatives artistiques dans le domaine du Hip-hop, mais avec un contenu socialement ou politiquement engagé.
En 2014, il réalise une tournée aux États-Unis et rencontre l’ancien président Barack Obama à la maison-Blanche pour lui remettre en main propre le CD de son premier album. Après cette tournée, Il se produit désormais en lingala tout en promettant de ne pas arrêter ses productions en français et en anglais. 

### Thématique
À peine 15 ans, après qu’il découvre un moyen très efficace de s’exprimer par le micro, Alesh se lance d'abord dans la chronique et la critique musicales à la Télévision Nationale Congolaise (RTNC) avec Freddy Saleh. Ce n’est que trois ans plus tard qu’il intègre les Hot Boys et devient l’un de trois cerveaux moteurs de l’équipe deux ans après, avant de tracer son propre chemin. Il devient par la suite une figure remarquable de la scène musicale grâce notamment à sa plume engagée, et marque sa présence avec une distinction sur les thèmes souvent abordés dans la musique congolaise.
De 2017 jusqu’à 2021, l’artiste ne cesse de marquer l’esprit de ses auditeurs avec ses morceaux engagés. De O'a Motema Mabe qui se traduit en français par : « Tu as un mauvais cœur » à « Biloko Ya Boye » (Ce genre de chose en français). Ces 2 textes sortis successivement en 2017 et 2018 ont touché un grand public et sont devenus des refrains des discours des opposants en République démocratique du Congo en plein combat contre le régime en place qui avait déjà épuisé ses 2 mandats, mais aussi elles sensibilisent également la population face à l’insalubrité.
Plusieurs supposent même que ces titres sont l'une des armes qui ont même poussé l’ex-président congolais à abandonner l’idée de faire un troisième mandat. Et parfois ses morceaux de musique sont interprétés comme des chansons à tendance politique.

## Vie personnelle
Alesh est père d'une fille depuis 2019, la nouvelle se fait connaître à travers une publication que lui-même partage avec ses fans. En 2020, il se retrouve dans une affaire en justice contre la société « Bracongo » qu'il accuse d'avoir violé ses droits d’auteur par l'utilisation sans son autorisation de sa chanson « Youyou » lors d'une vidéo publicitaire de la société diffusée sur Facebook,.

## Discographie

### Albums studio
- 2010 : La mort dans l'âme
- 2021 : Mongongo (sorti le 21 mai)

### Singles
- 2006 : Éveil
- 2017 : O'a motema mabe
- 2018 : Biloko ya boye
- 2019 : Youyou
- 2019 : Mutu (feat. Bill clinton kalonji)
- 2020 : Nawe (feat. Percy et Badi)
- 2020 : Akata[11]
- 2021 : Na ndenge ya mabe te[12]
- 2024 : Awa oyé[13]

## Distinctions
- 2019 : Plébiscité parmi les 50 Jeunes les plus influents de la RDC en 2018[14] ;
- 2020 : Gagnant du Fair Play Anti-Corruption Music Award[15] ;
- 2020 : Plébiscité parmi les 50 Jeunes les plus influents de la RDC en 2019[16] ;
- 2021 : Lauréat du Prix découvertes RFI[17],[18].